# Stefan Osiecki
Stefan Osiecki (ur. 23 lutego 1902 w Warszawie, zm. 7 maja 1977 w Londynie) – polski taternik, alpinista, narciarz, architekt, grafik, filmowiec.

## Życiorys
Urodził się jako syn Stanisława Osieckiego, krajoznawcy, taternika i polityka. Do roku 1916 uczęszczał do szkoły w Zakopanem. Już w wieku 7 lat wędrował z ojcem po Tatrach, a od 1916 roku uprawiał taternictwo. W 1920 roku walczył w Wojsku Polskim. Dyplom inżyniera architekta Osiecki zdobył w 1929 roku na Politechnice Warszawskiej.
Do partnerów wspinaczkowych Osieckiego w latach 1920–1930 należeli m.in. Jan Małachowski (kuzyn Bohdana), Adam Karpiński i Konstanty Narkiewicz-Jodko. W 1925 roku Stefan Osiecki dokonał pierwszych przejść zimowych Granią Soliska od Bystrego Przechodu do Soliskowej Przełęczy (z Karpińskim) oraz na Szczyrbski Szczyt i Hlińską Turnię (z Karpińskim, Wandą Czarnocką i Wilhelmem Smoluchowskim). Trzy lata później brał udział – z Narkiewiczem-Jodką – w próbie pierwszego przejścia północno-wschodniej ściany Mnicha.
W latach 1933–1934 oraz 1936–1937 Osiecki brał udział w dwóch polskich wyprawach w Andy. Wraz z towarzyszami dokonał wówczas pierwszych wejść na kilka szczytów oraz pobił polski rekord wysokości na Aconcagua (6960 m, nową drogą, z Narkiewiczem-Jodką, Stefanem Daszyńskim i Wiktorem Ostrowskim).
Na początku II wojny światowej uczestniczył w obronie Lwowa (1939), później przebywał w Londynie, gdzie pracował w Biurze Filmowym polskiego Ministerstwa Informacji i Dokumentacji. Od 1927 roku Osiecki tworzył filmy krótkometrażowe o tematyce górskiej. W 1927 roku nakręcił Piękno Tatr, rok później film narciarski. W czasie pierwszej polskiej wyprawy andyjskiej był odpowiedzialny za dokumentację filmową. Film z tego wyjazdu został przez niego zmontowany już w Polsce i pokazany m.in. w Buenos Aires (1936) i w Indiach (1939). Po wojnie obraz zaginął; odnalazł go w Londynie dopiero w 1986 roku Aleksander Kwiatkowski. W roku 1944 – w Wielkiej Brytanii – Osiecki zmontował film Opowieść o mieście, składający się z ujęć nakręconych przez konspiracyjnych operatorów w Warszawie.
Oprócz kinematografii Osiecki zajmował się też grafiką, był m.in. twórcą barwnego plakatu związanego z Mistrzostwami Świata w hokeju na lodzie w Krynicy w 1931 roku. Zaprojektował także pierwsze wersje Górskiej Odznaki Turystycznej, a po wojnie brał udział w wystawach w Brukseli, Rzymie, Helsinkach i Nowym Jorku. W latach powojennych mieszkał w Londynie, gdzie początkowo produkował brytyjskie filmy. Około 1955 roku wraz z architektem Mejerem założył biuro architektoniczne.

## Ordery i odznaczenia
- Krzyż Kawalerski Orderu Leopolda II (Belgia, 1935)[4]

## Upamiętnienie
Stefan Osiecki został upamiętniony przez chilijskich andynistów, którzy jeden ze szczytów nazwali Cerro Osiecki.